# Ndubuisi Okosieme
Ndubuisi Okosieme (Lagos, 28 settembre 1966) è un ex calciatore nigeriano, di ruolo attaccante.

## Carriera

### Club
Ha giocato nel campionato nigeriano e belga.

### Nazionale
Con la Nazionale nigeriana ha partecipato alla coppa d'Africa nel 1988, dove è giunto al secondo posto.